# كلية ناجار
كلية ناجار (بالإنجليزية: Nagar College)‏؛ كلية تعليمية هندية عامة، تأسست في عام 1998، وهي تابعة إلى جامعة كالياني، وتقع في منطقة مرشد آباد في البنغال الغربية في الهند. تقدم الكلية دورات جامعية في الفنون والعلوم.

## الأقسام

### علم
- الرياضيات
- الفيزياء
- كيمياء

### الفنون
- البنغالية (مرتبة الشرف وعامة)
- الإنجليزية (مرتبة الشرف وعامة)
- العربية
- التاريخ
- جغرافية
- العلوم السياسية
- فلسفة
- اقتصاديات
- التعليم الجسدي
- السنسكريتية
- التعليم (عام)
- علوم الكمبيوتر

## روابط خارجية
- كلية النجار
- جامعة كالياني
- لجنة المنح الجامعية
- المجلس الوطني للتقويم والاعتماد